# Simon Baker
Simon Lucas Baker (Launceston, 30 luglio 1969) è un attore, regista e produttore televisivo australiano.
È conosciuto per i ruoli di Nicholas Fallin nella serie TV The Guardian e di Patrick Jane nella serie TV The Mentalist, per cui ha ottenuto la candidatura ai Golden Globes, ai Premi Emmy e agli Screen Actors Guild.

## Biografia
Nato in Tasmania, è figlio di una insegnante di francese, Elizabeth Labberton, e di un meccanico, Harry Baker. I genitori divorziarono quando lui aveva due anni e la madre si risposò con un macellaio, Tom Denny.
È stato un campione di sport come pallanuoto e surf. Ha iniziato a recitare negli anni ottanta in produzioni televisive australiane, partecipando a svariate serie tv e videoclip.
Una volta arrivato negli Stati Uniti, ottiene un piccolo ruolo nel film L.A. Confidential di Curtis Hanson; nel 1999 recita nel film di Ang Lee Cavalcando con il diavolo a cui seguono partecipazioni a film come Pianeta rosso e L'intrigo della collana.
Tra il 2001 e il 2004 è il protagonista della serie The Guardian. Nel 2005 è nel cast di The Ring 2 e nello stesso anno è scelto da George Romero per La terra dei morti viventi. Nel 2006 ottiene il ruolo di Christian Thompson nella commedia di successo Il diavolo veste Prada e quello di Brian Kelly in Something New.
Dal 2008 fino al 2015 riveste i panni di Patrick Jane, protagonista della serie televisiva The Mentalist. Nel 2011 recita nel film Margin Call, e nel 2013 in A prova di matrimonio.

### Vita privata
Sposatosi nel 1996 con l'attrice Rebecca Rigg, la coppia ha avuto tre figli: Stella Breeze (1993), Claude Blue (1999) e Harry Friday (2001). L'attrice Naomi Watts è la madrina di Claude, mentre l'attrice Nicole Kidman è la madrina di Harry. Baker e la sua famiglia hanno abitato a Malibù prima di ritornare in Australia, per poi ristabilirsi a Los Angeles per impegni lavorativi. La coppia ha divorziato nel 2020. Dal 2010 Baker è sia cittadino australiano che statunitense.

## Filmografia

### Attore

#### Cinema
- L.A. Confidential, regia di Curtis Hanson (1997)
- Testimone involontario (Most Wanted), regia di David Hogan (1997)
- Restaurant, regia di Eric Bross (1998)
- Judas Kiss, regia di Sebastian Gutierrez (1998)
- Love from Ground Zero, regia di Stephen Grynberg (1998)
- Cavalcando col diavolo (Ride with the Devil), regia di Ang Lee (1999)
- Sunset Strip, regia di Adam Collis (2000)
- Pianeta rosso (Red Planet), regia di Antony Hoffman (2000)
- L'intrigo della collana (The Affair of the Necklace), regia di Charles Shyer (2001)
- Adolescenza inquieta (Book of Love), regia di Alan Brown (2004)
- The Ring 2, regia di Hideo Nakata (2005)
- La terra dei morti viventi (Land of the Dead), regia di George A. Romero (2005)
- Something New, regia di Sanaa Hamri (2006)
- Il diavolo veste Prada (The Devil Wears Prada), regia di David Frankel (2006)
- Tutti i numeri del sesso (Sex and Death 101), regia di Daniel Waters (2007)
- The Key to Reserva, regia di Martin Scorsese - cortometraggio (2007)
- The Lodger - Il pensionante (The Lodger), regia di David Ondaatje (2009)
- Not Forgotten, regia di Dror Soref (2008)
- Women in Trouble, regia di Sebastian Gutierrez (2009)
- The Killer Inside Me, regia di Michael Winterbottom (2010)
- Margin Call, regia di J. C. Chandor (2011)
- A prova di matrimonio (I Give It a Year), regia di Dan Mazer (2013)
- Breath, regia di Simon Baker (2017)
- Qui e ora (Here and Now), regia di Fabien Constant (2018)
- High Ground - Il cacciatore di taglie (High Ground), regia di Stephen Johnson (2020)
- Limbo, regia di Ivan Sen (2023)

#### Televisione
- Home and Away – serial TV, 5 puntate (1993-1994)
- Heartbreak High – serie TV, 8 episodi (1995-1996)
- The Guardian – serie TV, 67 episodi (2001-2004)
- Smith – serie TV, 7 episodi (2006-2007)
- The Mentalist – serie TV, 151 episodi (2008-2015) – Patrick Jane (anche produttore)
- Roar – serie TV, episodio 1x02 (2022)
- Ragazzo divora universo (Boy Swallows Universe), regia di Bharat Nalluri, Jocelyn Moorhouse e Kim Mordaunt – miniserie TV (2024)
- The Narrow Road to the Deep North, regia di Justin Kurzel – miniserie TV, 4 puntate (2025)

### Regista
- The Guardian – serie TV, episodio 2x18 (2001-2004)
- The Mentalist – serie TV, episodi 4x07, 5x08, 6x09, 7x05 (2010-2015)
- Breath (2017)

## Doppiatori italiani
Nelle versioni in italiano delle opere in cui ha recitato, Simon Baker è stato doppiato da:
- Riccardo Rossi in The Ring 2, La terra dei morti viventi, The Lodger - Il pensionante, Roar
- Simone D'Andrea in The Guardian, Il diavolo veste Prada, Tutti i numeri del sesso
- Sandro Acerbo in The Mentalist, The Killer Inside Me, Margin Call
- Mauro Gravina in L.A. Confidential, Not Forgotten
- Fabio Boccanera in Testimone involontario, L'intrigo della collana
- Teo Bellia in Cavalcando con il diavolo, Qui e ora
- Gaetano Varcasia in Judas Kiss
- Vittorio De Angelis in Pianeta rosso
- Francesco Bulckaen in Something New
- Massimo Rossi in A prova di matrimonio
- Fabrizio Odetto in High Ground - Il cacciatore di taglie
- Massimo Lodolo in Ragazzo divora Universo

## Onorificenze
Il 14 febbraio 2013 ha ricevuto la 2490ª stella sulla Hollywood Walk of Fame.
Baker è stato inoltre premiato agli AACTA Award 2018 come migliore attore non protagonista per Breath.